# Space Interferometry Mission

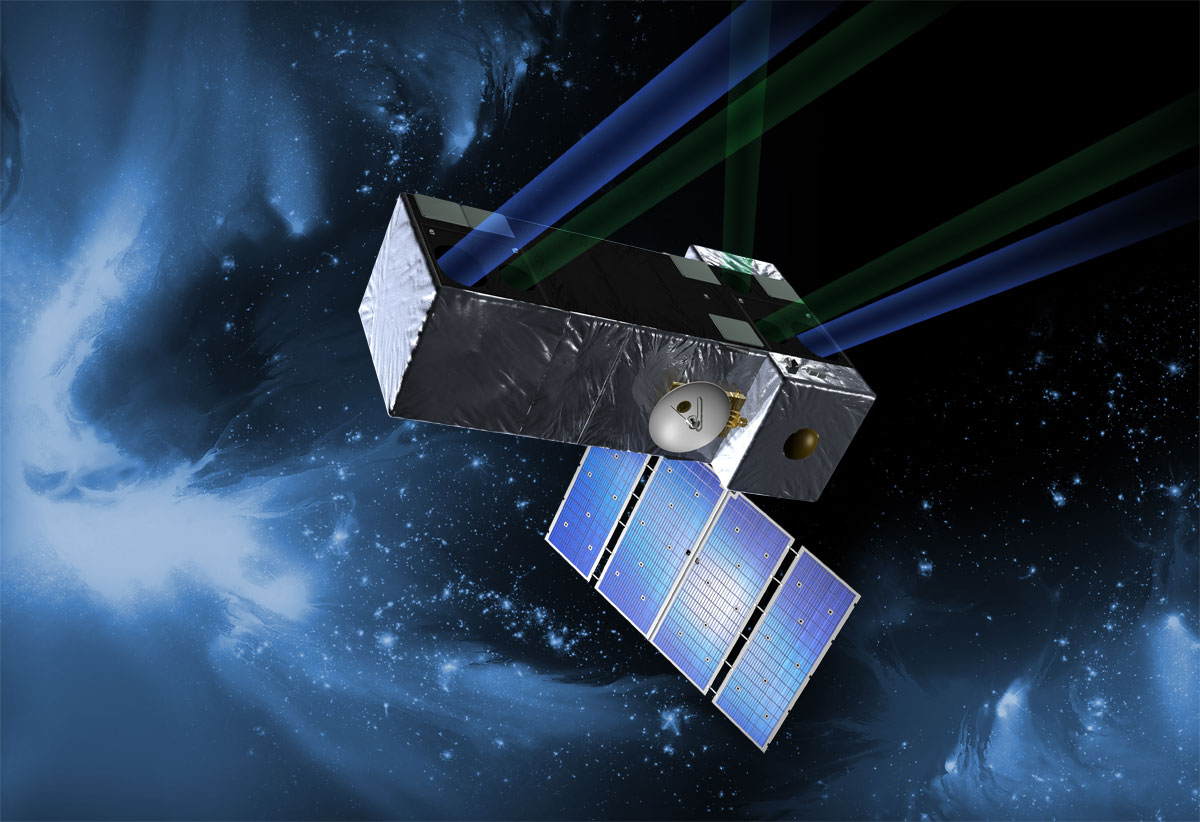
SIM Lite (dessin d'artiste).

Space Interferometry Mission, également appelé SIM Lite (autrefois SIM PlanetQuest), est un projet de télescope spatial développé par l'agence spatiale américaine de la NASA qui doit être lancé au cours de la décennie 2010, mais est arrêté fin 2010.

## Objectifs
L'un des principaux objectifs de ce projet est la détection d'exoplanètes de la taille de la Terre situées dans la zone habitable de leur Système solaire. Le projet est géré par le Jet Propulsion Laboratory (JPL) à Pasadena en Californie. Le télescope doit également aider les astronomes à dresser une carte de la Voie lactée. Les autres objectifs sont la collecte de données permettant de mettre en évidence la masse de certains types d'étoiles ainsi que la détermination de la distribution de la matière noire au sein de la Voie lactée et dans le groupe local de galaxies. Ce dernier objectif doit être rempli en mesurant le déplacement des galaxies. Le télescope SIM Lite utilise l'interférométrie optique pour atteindre ces objectifs. Pour SIM Lite la lumière est collectée à l'aide de deux télescopes permettant de simuler un télescope de grande taille.

## L'arrêt du projet
Le contrat initial pour la construction de SIM Lite est lancé en 1998 pour une somme de 200 millions de dollars américains. La réalisation du télescope nécessite de maîtriser 8 nouvelles techniques, objectif atteint en 2006. SIM Lite doit être lancé initialement en 2005, mais à la suite de coupes budgétaires, la date de son lancement est repoussée à cinq reprises. La NASA planifie le lancement de SIM Lite en 2015, mais il subsiste des incertitudes budgétaires. Le rapport décennal sur l'astronomie et l'astrophysique de 2010 réalisé par l'Académie nationale des sciences recommande de ne pas poursuivre le projet. Celui-ci est arrêté fin 2010.

### Sources
- (en) Cet article est partiellement ou en totalité issu de l’article de Wikipédia en anglais intitulé « Space Interferometry Mission » (voir la liste des auteurs).